# 3413 Andriana
3413 Andriana (1983 CB3) là một tiểu hành tinh vành đai chính được phát hiện ngày 15 tháng 2 năm 1983 bởi Thomas, N. G. ở Flagstaff (AM).